# Crucea Sfântului Antonie

Crucea Sfântului Antonie

Crucea Sfântului Antonie (în latină crux commissa) are forma literei T. Este atributul hagiografic al pustnicului Antonie cel Mare.

## Galerie de imagini

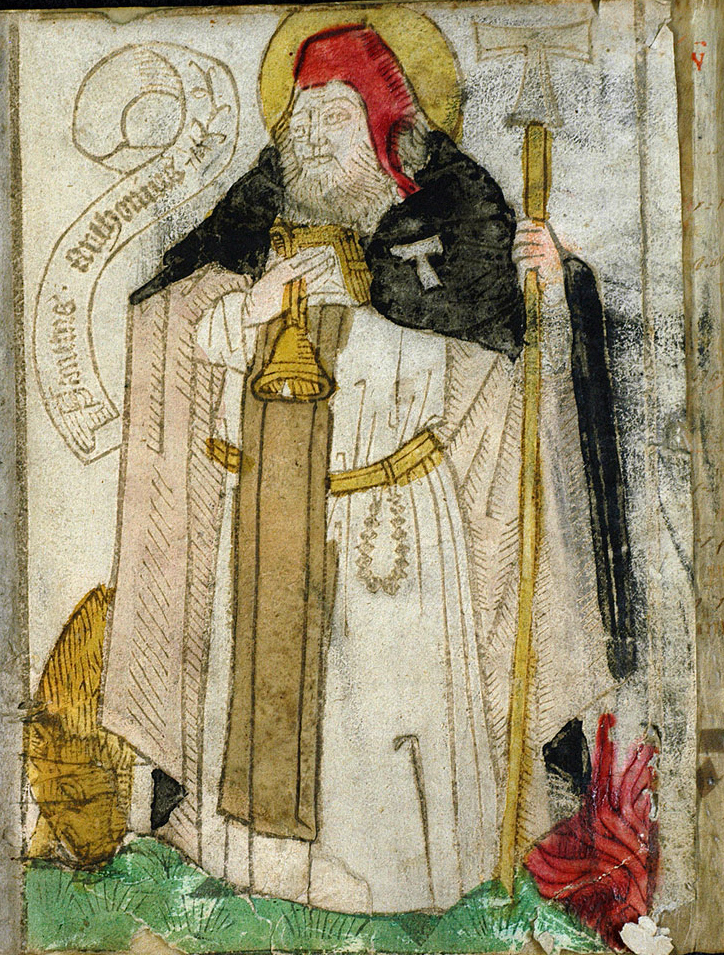
Antonie cel Mare, xilogravură datată 1460/70, biblioteca Universității din Salzburg
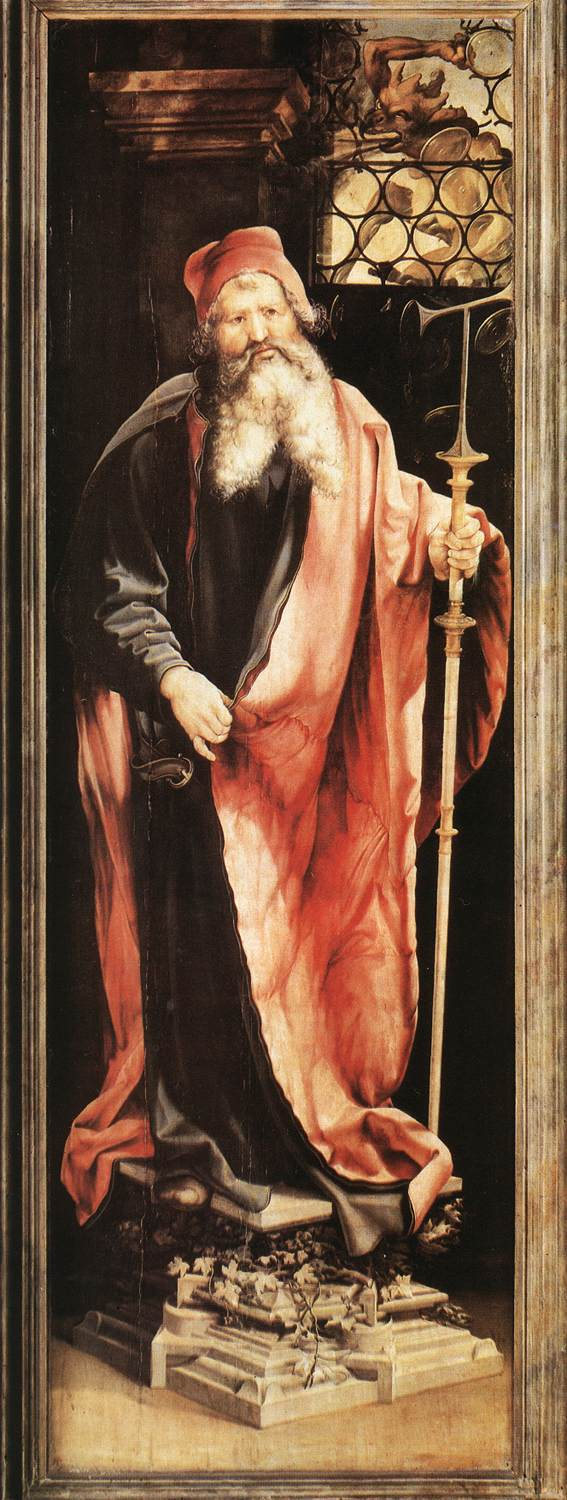
Altarul de la Isenheim, sec. al XVI-lea (detaliu)